# ガマの油 (映画)

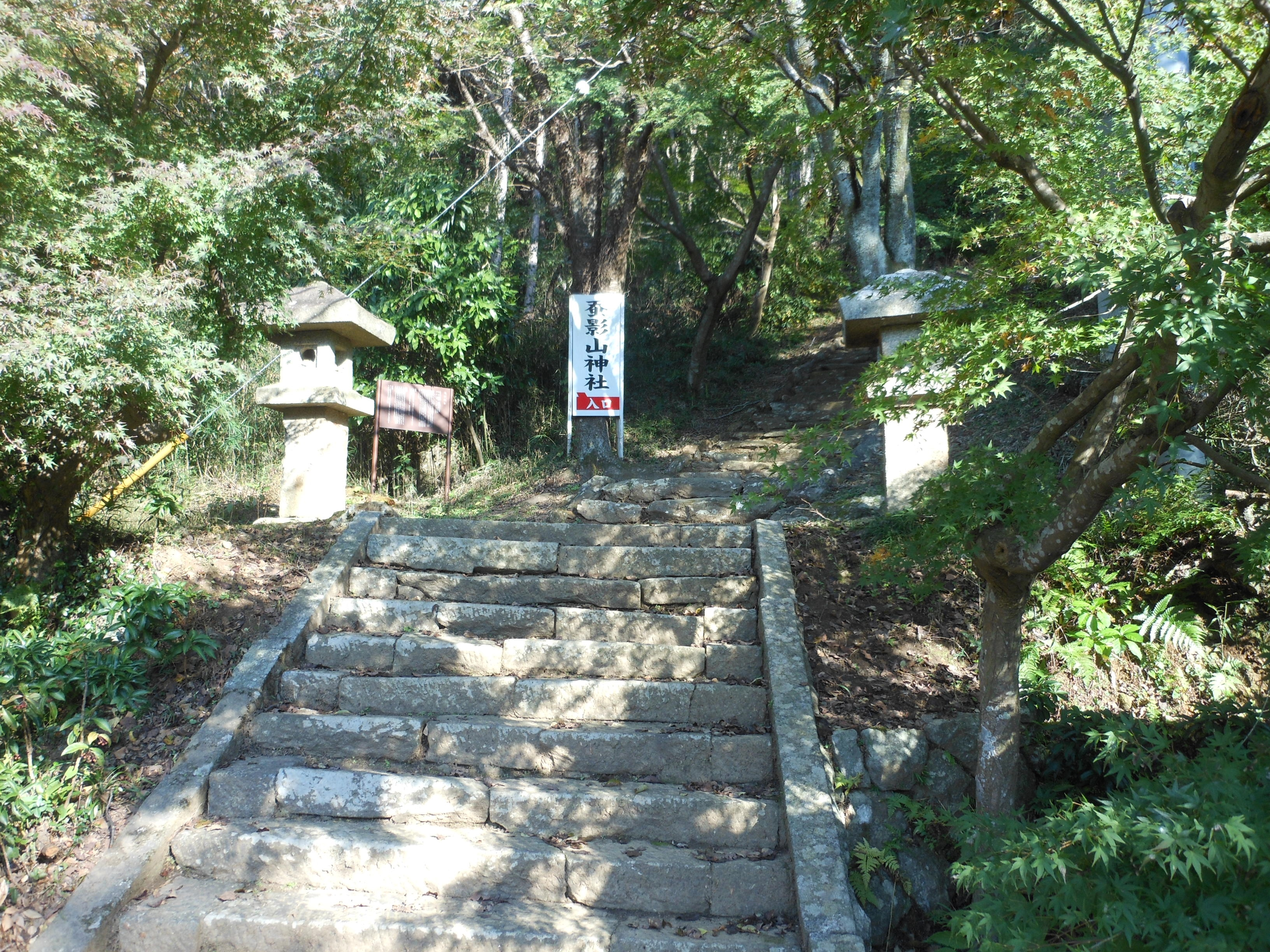
ロケ地となった蚕影神社（茨城県つくば市）

『ガマの油』（ガマのあぶら）は、2009年6月6日公開の日本映画。役所広司の初監督作品。 

## キャスト
- 矢沢拓郎：役所広司
- 矢沢拓也：瑛太
- 秋葉サブロー：澤屋敷純一
- 光：二階堂ふみ
- 矢沢輝美：小林聡美
- ガマの油売り：益岡徹
- チヨチャン：八千草薫（特別出演）

## スタッフ
- 監督：役所広司
- 脚本：中田琇子（うらら）
- 撮影：栗田豊通
- 音楽：タブラトゥーラ
- 美術：稲垣尚夫
- 原案：役所広司、中田琇子
- 企画・製作・配給：ファントム・フィルム
- 企画・製作・制作プロダクション：ピラミッドフィルム
- 製作：ファントム・フィルム、ピラミッドフィルム、テレビ東京、ジェネオン・ユニバーサル・エンターテイメントジャパン、衛星劇場、電通
- 上映時間：131分